# Mihkli-boerderijmuseum (Saaremaa)
Het Mihkli-boerderijmuseum is een boerderijen-complex en openluchtmuseum in het Estse dorp Viki op het eiland Saaremaa. Het museum wordt beheerd door de stichting Saaremaa Museum.
Het museum bestaat uit een boerderij met de bijgebouwen eromheen. Niets is overgebracht vanuit andere plaatsen; alles stond er al. De boerderij is gesticht in de [8e eeuw; zes generaties boeren hebben hier gewoond voordat de boerderij in 1959 door de toenmalige bezitter werd overgedragen aan het Saaremaa Museum in Kuressaare. De meeste gebouwen dateren uit de 19e eeuw; de rieten daken uit de 20e eeuw. Het jongste gebouw is de windmolen, gebouwd in 2001. Een eerdere windmolen ging verloren bij een brand in 1994.
Mihkli is de Estische naam voor sint Michaël. De Mihklipaëv (vertaald: Sint-Michaëlsdag) is in Estland traditioneel de feestdag voor het einde van de oogstperiode.
Op het eiland Hiiumaa ligt ook een Mihkli-boerderijmuseum. Dat is niet gerelateerd aan dit museum.
Kasteel Kuressaare · Aavik-museum · Mihkli-boerderijmuseum